# دریاچه کاچی
دریاچه کاچی (به لاتین: Lake Cachí) یک سد و دریاچه است که در کاستاریکا واقع شده‌است.